# Bruno Gellert
Bruno Gellert (* 25. Mai 1872 in Breslau; † 29. Dezember 1945 in Berlin-Wilmersdorf) war ein deutscher Theater- und Filmkomponist.

## Leben und Wirken
Gellert schrieb auch unter den Pseudonymen Joachim Arnolt und Harold Getter.
1916 dirigierte er die Musik zu dem deutsch-österreichisch-ungarischen Film Bogdan Stimoff von Georg Jacoby nach dem Buch von Alfred Deutsch-German auch: Aus Bulgariens grosser Zeit bei der Aufführung am 7. September in den Kammerlichtspielen am Potsdamer Platz in Berlin.
Von ihm stammt die Kinomusik zu Otto Ripperts Historienfilm Die Pest in Florenz (1919) und zu Rudolf Meinerts Offizierstragödie Rosenmontag (1924); für William Kahns Film Das Mädchen von der Heilsarmee (1927) schrieb er das Lied Schicksalsfügung, dessen Worte Ludwig Hamburger, der auch am Drehbuch beteiligt war, gedichtet hat. Hamburger verfasste Manuskripte für den Film auch den 101 Seiten starken „sozialen Künstlerroman“ Durch den Film, der 1914 bei Richard Falk in Berlin erschien
In die Kinothek des Sam-Fox-Verlages Berlin wurde im Band 1 b der „Allegro-Serie“ seine Komposition Allegro scherzando aufgenommen.
Nach Angaben von Ruediger Schmidt-Sodingen hat Gellert zur Stummfilmzeit auch als Kinokapellmeister im Asta-Nielsen-Kino zu Düsseldorf gearbeitet.
Von den Nationalsozialisten wurde Gellert seiner jüdischen Abstammung wegen Anfang der 1940er Jahre inhaftiert und im Konzentrationslager Buchenwald festgehalten; er wurde 1945 aus Theresienstadt befreit.

## Filmographie
- 1916 Bogdan Stimoff [Dirigent]
- 1919 Die Pest in Florenz
- 1924 Rosenmontag
- 1927 Das Mädchen von der Heilsarmee

## Werke
Außer Filmmusik komponierte Gellert auch für Bühne und Kabarett:
- Bruno Gellert: Op. 14. Souvenir de Nancy. Mazurka brillante f. Piano. Mk 1; Berlin, Glas[17]
- Bruno Gellert: Lawn Tennis. Valse, op. 117
- Bruno Gellert: Rose u. Schmetterling: „Im stillen umschatteten Haine“ f. 1 hohe Singst. – f. 1 tiefe Singst. m. Pfte. Berlin, Wenck à Mk 1,20. – Willst du mein eigen sein: „Wenn lustig die Geigen erklingen“. Walzerlied f. 1 Singst. m. Pfte. Berlin, Wenck Mk 1,20.[18]
- Bruno Gellert: Die Brettl-Blume: „Als ’ne lust’ge Brettl-Blume“. Couplet f. 1 Singst. m. Pfte. Berlin, Tschentscher Mk 1,50.[19]
- Zu dem Humoristischen Vortrag Urgrossvater’s Geburtstagsfeier! des Gesangskomikers Siegwart Gentes komponierte er die Musik[20].

Er schrieb die Musik zu drei Operetten:
- Weihnachtszauber (Libretto von G. H. Schadeck) Deutschland 1897
- Maritana (Libretto v Diego Perez) Deutschland 1920[21]
- Die Braut aus Ägypten (Libretto von Robert Garrison und Walter Tripmacher), Polen 1920

Gellert lebte noch 1940 als Komponist in Berlin; er schrieb Siegheil mein deutsches Vaterland Marsch u. Lied; op. 216, und andere Musikwerke, z. B.
- Heiraten? Aber richtig!, ein Volksstück mit Musik[23]